# پوزیز
پوزیز (به انگلیسی: The Posies) یک گروه راک آمریکایی است.

## تاریخچه
هسته اصلی ان گروه زمانی که Jon Auer و Ken Stringfellow در دانشگاه بودند تشکیل شد. این گروه یکی از پر طرفداران‌ترین گروه‌های پاپ و راک در دهه ۹۰ در آمریکا بود.
اعضای این گروه همچنین با گروه‌هایی مثل آر.ای.ام.، بیگ استار، فستبکس، مینوس ۵ مشارکت دارند.
همچنین Ken با اعضای پیشین گروه نروژی Briskeby گروه جدیدی به نام دیسیپلینز (The Disciplines) تشکیل داد.
دو ترانه این گروه با نام‌های "حدس می زنم درست می گویی" و "عشق می‌آید" در ویندوز ویستا موجود است.
آلبوم جدید آن‌ها با نام خون/آبنبات در دسامبر ۲۰۱۰ منتشر شد.

## اعضای فعلی
Jon Auer - گیتار، خواننده
Ken Stringfellow - گیتار، خواننده
Matt Harris - باس
Darius "Take One" Minwalla - درامز

## آلبوم‌ها
ناکامی - ۱۹۸۸
۲۳ عزیز - ۱۹۹۰
سرما زدن بر روی ضربه زن - ۱۹۹۳
ننگ شگفت انگیز - ۱۹۹۶
موفقیت - ۱۹۹۸
همه نوع نور - ۲۰۰۵
خون/آبنبات - ۲۰۱۰